# 라일리 스틸
라일리 스틸(Riley Steele, 1987년 8월 26일 ~ )은 미국의 포르노 배우이다.

## 출연 작품
- 슈퍼걸: 미녀 파이터 (2016)
- 걸스 가이드 투 디프라비티- 쿨하게 연애 하는 법칙 시즌1 (2012)
- 피라냐 (2010)